# Twierdzenie Bruna
Twierdzenie Viggo Bruna – twierdzenie w teorii liczb, które mówi, co następuje:
niech {\displaystyle n} będzie daną liczbą całkowitą dodatnią i niech π(n) będzie liczbą liczb pierwszych nie większych od {\displaystyle n.}
Niech nieskończony ciąg {\displaystyle (n_{m})} będzie określony wzorem rekurencyjnym: {\displaystyle {\begin{cases}n_{1}=n-\pi (n)\\\displaystyle n_{m+1}=n-\pi \left(n+\sum _{i=1}^{m}n_{i}\right)\end{cases}}.}
Istnieje wtedy całkowite dodatnie {\displaystyle r} takie, że {\displaystyle n-\pi \left(\sum _{k=1}^{r}n_{k}\right)=0} i dla {\displaystyle n}-tej liczby pierwszej {\displaystyle p_{n}} zachodzi: {\displaystyle p_{n}=n+\sum _{l=1}^{r}n_{r}.}